# Ilona Gusenbauer
Ilona Maria Gusenbauer (dekliški priimek Majdan), avstrijska atletinja, * 16. september 1947, Gummersbach, Zahodna Nemčija.
Nastopila je na poletnih olimpijskih igrah v letih 1968 in 1972, ko je osvojila bronasto medaljo v skoku v višino, leta 1968 je bila osma. Na evropskih prvenstvih je osvojila naslov prvakinje leta 1971, kot tudi na evropskih dvoranskih prvenstvih leta 1970. 4. septembra 1971 je postavila nov svetovni rekord v skoku v višino z 1,92 m, veljal je eno leto.